# Single Byte Character Set
Die Bezeichnung Single Byte Character Set (SBCS) wird gelegentlich verwendet, um Zeichenkodierungen zu benennen, die lediglich ein Byte zur Darstellung eines Zeichen verwenden. Der Begriff SBCS wird dabei vor allem als Gegensatz zu Double Byte Character Set (DBCS) und Multibyte  Character Set (MBCS) benutzt.
Der bekannteste SBCS-Zeichensatz ist wohl der ASCII-Code.